# Дядя Амос не идёт на работу
«Дядя Амос не идёт на работу» — детская книжка с картинками молодых американских авторов — писателя Филипа Стеда и его жены, художницы Эрин Стед. Книга стала второй для Филипа и дебютом Эрин в роли иллюстратора. 
Книга удостоена престижной награды — Медали Калдекотта за 2011 год. В 2011 году вышла в русском переводе Натальи Калошиной в издательстве «Розовый жираф».

## Сюжет
Пожилой дядя Амос каждый день отправляется на автобусе в зоопарк, где у него много дел: он играет в шахматы со слоном, бегает наперегонки с черепахой, тихо сидит рядом с застенчивым пингвином, одалживает носовой платок носорогу и читает на ночь сове, которая боится темноты.
Однажды утром дядя Амос чувствует, что заболел, поэтому в зоопарк он не едет. Звери весь день скучают без него, а вечером на том же автобусе спешат к нему домой. Они развлекают дядю Амоса: слон играет с ним в шахматы, пингвин сидит рядом, носорог даёт носовой платок, а сова читает книгу. Звери ночуют дома у дяди Амоса, а утром выздоровевший дядя отправляется в зоопарк вместе с ними.

## Награды
- 2010 — Одна из 10 лучших детских иллюстрированных книг года по выбору The New York Times[3]
- 2011 — Медаль Калдекотта